# Cueva Santa del Cabriel

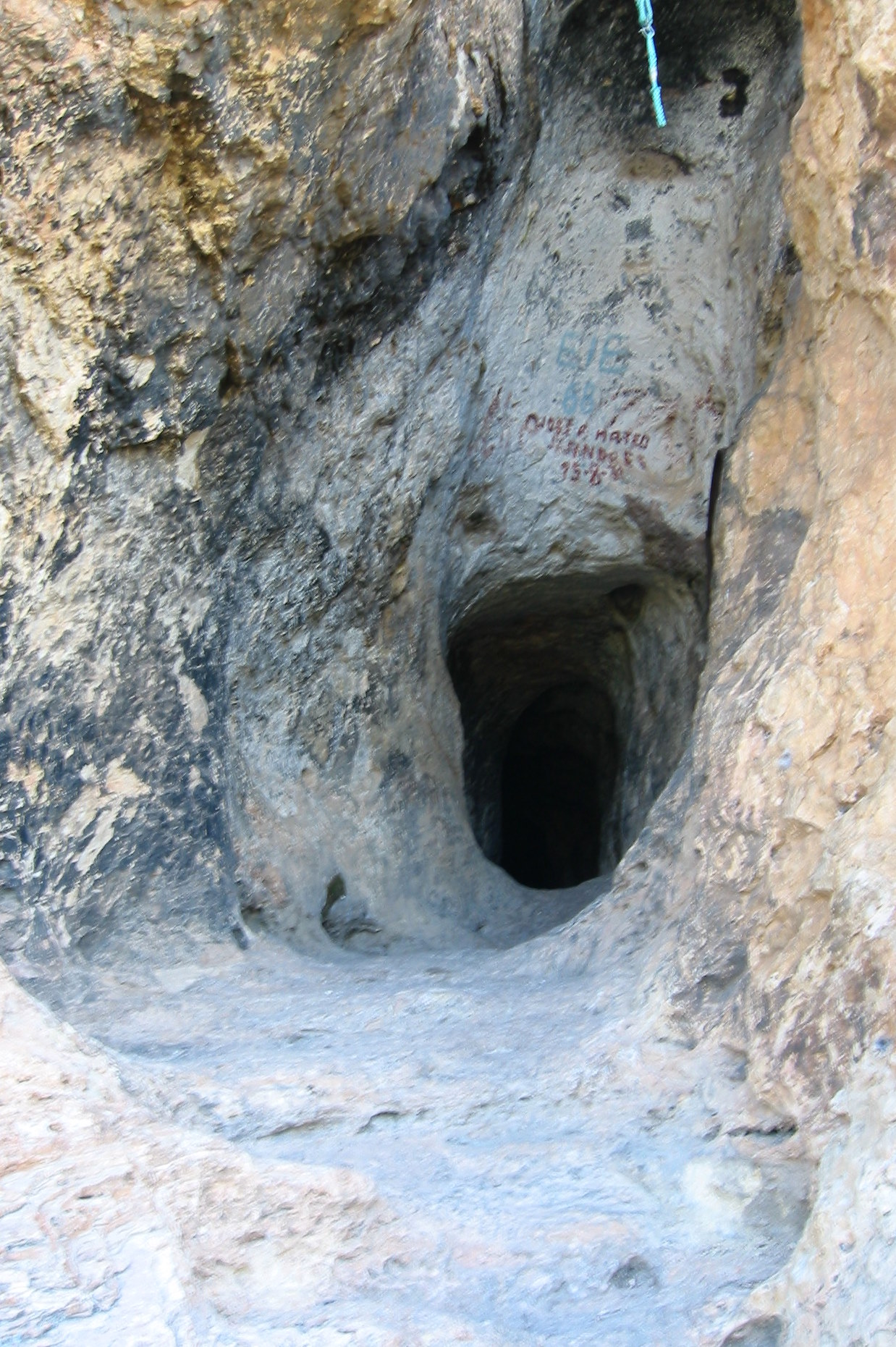
Entrada a la cueva

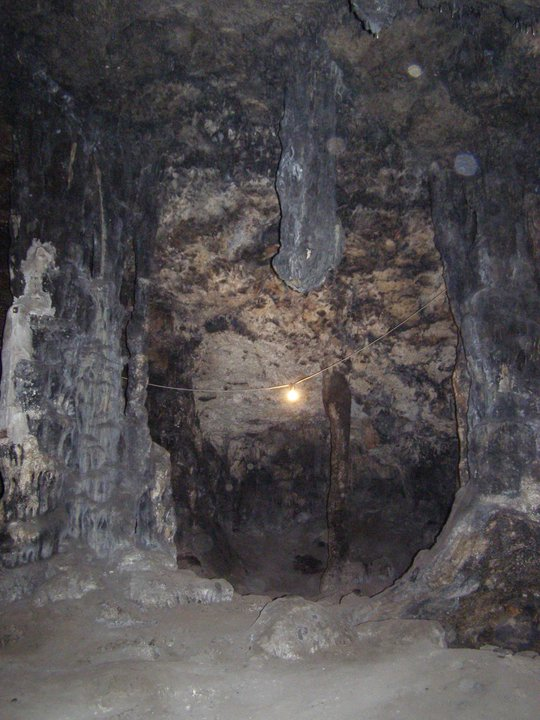
Sala menor de la cueva

La cueva Santa del Cabriel se encuentra situada en la serranía Baja de Cuenca, sobre uno de los frecuentes barrancos de la margen izquierda del río Cabriel, afluente del Júcar, del término municipal de Mira, Cuenca. El uso prehistórico de la cueva era conocido desde antiguo, conservándose diversos materiales. La cueva fue originariamente un lugar de enterramiento, convirtiéndose posteriormente en santuario, si bien pudo haber tenido otras funciones más prosaicas, como sería la de simple lugar de refugio.
A partir de la reconquista de la zona, sería de nuevo frecuentada, remontándose las primeras referencias sobre el tema al siglo XIV, momento en que pasó a convertirse en un santuario mariano, recuperándose como lugar de culto. 
La cueva Santa del Cabriel alberga diversas salas comunicadas entre sí. La boca o entrada a la cueva es un angosto pasillo de 11,50 m de longitud por 1,20 m de anchura lleva al interior de la oquedad. El pasillo desemboca en una sala central (A) de planta semicircular de entre 22 y 29 m de anchura y una altura máxima de 10 m, en la que destacan, en el centro, dos grandes estalactitas y, al fondo de la cavidad, una cubeta de planta rectangular. La sala se comunica con otras dos salas menores (B y C), que quedan casi inundadas en épocas de grandes lluvias.
En el interior de la cueva se hallaron diversas piezas, entre los que destacan una serie de vasos caliciformes de época ibérica, que se conservan en el Museo de Cuenca.
Todos los años el segundo domingo de mayo se realiza una romería a la Cueva Santa. La romería se divide en dos partes, una religiosa, en la que se celebra una misa en el exterior de la cueva y una más lúdica consistente en un almuerzo de todos los vecinos que da paso a la música y los bailes populares.